# 国立彰化女子高級中学
国立彰化女子高級中学（こくりつしょうかじょしこうきゅうちゅうがく、英語: National Changhua Girls' Senior High School，CHGSH）は、台湾彰化県彰化市にある教育部国民及学前教育署に属する普通型高級中等学校である。略称を彰化女中、彰女といい、かつては省彰女と呼ばれた。1919年4月に創立され、日本統治時代には台湾中部の台籍の女子学生の主要な学校であった。

## 歴史

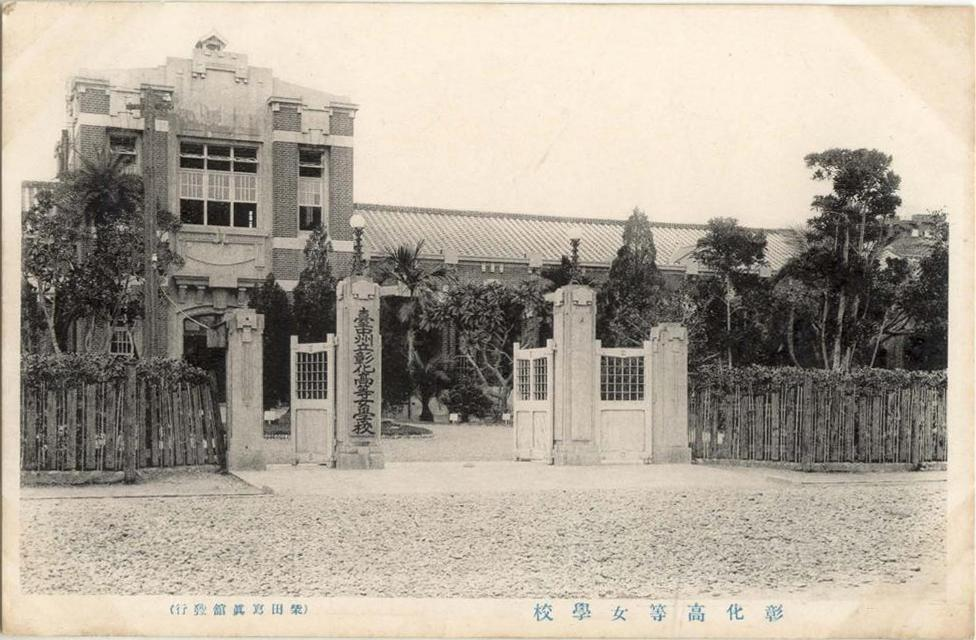
日本統治時代の台中州立彰化高等女学校

- 1919年（大正8年），台湾公立彰化女子高等普通学校として創立。
- 1921年（大正10年），台中州の所属となり、さらに名称を台中州立彰化女子高等普通学校に改称した。
- 1922年（大正11年），台中州立彰化高等女学校に改称。
- 1945年（民国34年），中華民国の国民政府が台湾を占領し、台湾省立彰化女子中学に改称。
- 1967年（民国56年），台湾省立彰化女子高級中学に改称。
- 2000年（民国89年），台湾省政府功能業務・組織調整政策により、国立彰化女子高級中学に改称。

### 関連文献
- 陳瑛珣 . 日治臺灣女子教育的現代精神――以彰化高女為例アーカイブ 2017年10月24日 - ウェイバックマシン.

## 参考資料
1. ↑  陳品宜. “璀璨的傳承—彰化女中的制服演變”.   中學生網站. 2019年5月23日時点のオリジナルよりアーカイブ。2017年10月25日閲覧。